# Пиньятелли, Никколо (герцог ди Монтелеоне)
Никколо Пиньятелли (итал. Niccolò Pignatelli; 22 августа 1648, Черкьяра-ди-Калабрия — 8 марта 1730, там же) — маркиз ди Черкьяра, герцог ди Монтелеоне, гранд Испании 1-го класса, испанский и австрийский государственный деятель.
Сын Джулио II Пиньятелли, князя ди Нойя, и Беатриче Карафы.
Великий коннетабль и великий адмирал Сицилийского королевства, в 1687—1690 испанский вице-король Сардинии. В 1681 году пожалован в рыцари ордена Золотого руна.
Во время войны за Испанское наследство находился на службе у австрийских Габсбургов.
В ходе войны Четверного альянса в 1719 году высадился с австрийскими войсками на Сицилии, где стал капитан-генералом в отвоеванной у испанцев Мессине и первым австрийским вице-королём острова. После эвакуации в 1720 году испанских войск, его власть распространилась на всю Сицилию (фактически до конца войны на Сицилии распоряжался австрийский командующий генерал фон Мерси). В ночь 5/6 июня 1720 прибыл в Палермо.
Не желая признавать политических традиций Сицилии, вступил в конфликт с сенаторами, входившими в состав правительства острова — «председательствующей джунты» (la giunta dei presidenti), и в 1722 был отправлен в отставку Венским двором, недовольным его действиями.

## Семья
Жена (1679): Джованна Пиньятелли Тальявия Арагона Кортес (6.11.1666—22.06.1723), 8-я герцогиня ди Монтелеоне, 7-я маркиза долины Оахаки, дочь Андреа Фабрицио Пиньятелли д'Арагона Кортеса, 7-го герцога ди Монтелеоне, и Антонии Пиментель-и-Бенавидес
Дети:
- Никколо Пиньятелли (17.07.1676—20.10.1734), епископ Минервино
- Мария Тереза Пиньятелли (02.09.1682—09.08.1718). Муж (4.09.1701): граф Жан-Филипп-Эжен де Мерод, маркиз де Вестерло (1674—1732)
- Стефания Пиньятелли Арагона Кортес (01.12.1683—02.08.1728). Муж (01.06.1702): Джузеппе Сансеверино, князь ди Бизиньяно (1676—1726)
- Диего Пиньятелли (1.06.1687—28.11.1750), 9-й герцог ди Монтелеоне, 8-й маркиз долины Оахаки. Жена 1) (13.07.1713): Анна Мария Караччоло (1691—1715), дочь Мариа Франческо Караччоло, князя д'Авеллино, и Антонии Спинолы Колонны; 2) (15.05.1717): Маргерита Пиньятелли (1698—1774), герцогиня ди Берлисгуардо, дочь Джакомо Пиньятелли, герцога ди Берлисгуардо, и Анны-Марии ди Капуа
- Фердинандо I Пиньятелли (20.03.1689—22.10.1767), князь ди Стронголи. Жена (23.02.1719): Лукреция Пиньятелли, княгиня ди Стронголи (1704—1760), дочь Джироламо Пиньятелли, князя ди Стронголи
- Катерина Пиньятелли (16.04.1696— ). Муж: князь Альфонсо де Карденас (1680—1742)
- Мария Роза Пиньятелли Арагона Кортес (16.04.1696—24.06.1770). Муж: Франческо Спинелли, 7-й князь ди Скалеа (1681—1752)
- Антонио Пиньятелли (27.10.1700—18.10.1746), граф де Фуэнтес. Жена (12.09.1720): Франсиска Монкайо де Эредиа, графиня де Фуэнтес, маркиза де Мора (1700—1742), дочь Бартоломе Монкайо де Эредиа Палафокса, 15-го графа де Фуэнтес, и Франсиски Дорис Бланес
- Фабрицио Пиньятелли (12.02.1703—06.09.1736). Жена (16.11.1727): Вирджиния Пиньятелли ди Стронголи (1710—1753)
- Джузеппа Пиньятелли. Муж: Джакопо Салуццо ди Корильяно